# Olomao
Olomao (Myadestes lanaiensis) är en akut utrotninghotad eller möjligen utdöd fågel i familjen trastar med utbredning i Hawaiiöarna.

## Utseende och läten
Olomaon är en liten (18 cm), färglös trast. Ovansidan är brun, undersidan ljusgrå, mörkast på strupen. På de undre stjärttäckarna är den ljusbeige. Sången beskrivs som haltande och trastlik, lätet kattlikt raspande.

## Utbredning och systematik
Olomao förekommer på Hawaiiöarna och delas in i två underarter:
- Myadestes lanaiensis rutha – förekommer i bergsskogarna vid berget Olokui på ön Molokai, på gränsen till att dö ut
- † Myadestes lanaiensis lanaiensis – utdöd, fanns tidigare på Lanai

## Status
Olomaon är en extremt sällsynt eller möjligen utdöd fågelart. Senaste bekräftade fyndet var 1980, med obekräftade observationer från 1988, 1994 och 2005. Därefter finns inga fynd alls trots vidare eftersökningar i större delarna av dess traditionella utbredningsområde. Eftersom det fortfarande finns områden som inte är helt genomsökta finns trots allt än möjlighet att arten fortfarande finns vid liv, även om sannolikheten är liten. Internationella naturvårdsunionen IUCN listar därför arten som akut hotad, med tillägget "möjligen utdöd".